# 스미토모 금속광산
스미토모 금속광산(일본어: 住友金属鉱山 스미토모킨조쿠코우잔[*])은 벳시동산과 히시카리 광산등을 운영하는 일본의 광산기업이다.